# Pierre Bergé
Pierre Bergé (Saint-Pierre-d'Oléron, 14 de novembre de 1930 - Sant Romieg de Provença, 8 de setembre de 2017) fou un empresari i mecenes francès, especialment actiu al sector de l'alta costura.
Company d'Yves Saint-Laurent, l'ajuda a fundar la casa de costura del mateix nom. Fou elegit el 1974 a la presidència de la "Chambre syndical de les couturiers i créateurs" de moda. De 1977 a 1981, dirigeix el teatre de l'Athénée i a continuació, de 1988 a 1993, presideix l'Opéra Bastille i fou nomenat «ambaixador de bona voluntat de la UNESCO» l'any 1993. Persona que va donar suport mediàtic i financer al Partit socialista, va militar en favor dels dret dels homosexuals. Compromès en la lluita contra la sida, va cofundar l'associació "Sidaction" la qual va presidir fins al seu decés. Ha estat propietari de la revista Têtu fins al gener 2013. En 2010, pren el control del diari Le Monde conjuntament amb Xavier Niel i Matthieu Pigasse a través d'una recapitalització del grup.

## Biografia
La seva mare va ser una soprano amateur i mestra del mètode Montessori i el seu pare un inspector d'hisenda i fanàtic del rugbi. La família es va traslladar a La Rochelle on va assistir a l'escola secundària Fromentin. En la seva adolescència va ser visitant assidu del Museu d'Història Natural i, als 15 anys, va ser nomenat Secretari General de la Societat de Ciències Naturals. Va deixar els seus estudis just abans de la llicenciatura. Amb 18 anys marxa cap a París amb la idea de ser periodista o escriptor.
Durant el seu primer dia a París, mentre passejava pels Camps Elisis, el poeta Jacques Prévert va caure sobre ell mentre intentava suïcidar-se. En aquesta època va conèixer i va freqüentar a Mac Orlan, Cocteau, Aragon, Camus, Sartre, Breton i el 1950 va conèixer a Bernard Buffet, amb qui va viure vuit anys. En la mateixa dècada, va ser de gran importància la seva relació amb l'escriptor Jean Giono i la fundació del periòdic llibertari Patrie Mondiale amb el pacifista americà Garry Davis.
Bergé va conèixer a Yves Saint Laurent el 1958. Junts van llançar l'empori Yves Saint Laurent Couture House el 1961. El 1976 es van separar però van seguir com a amics i empresaris.
Dies abans de la mort de Saint Laurent el 2008, es van casar per unió civil conegut com a "pacte civil de solidaritat" (PACS). Quan la casa d'alta costura va tancar, Bergé es va convertir en president de la Fundació Pierre Bergé – Yves Saint Laurent.
Entre 1977 i 1981, va dirigir el Théâtre de l'Athénée, on va produir espectacles de Peter Schaffer, Antoine Vitez, Claude Régy, Marguerite Duras, Peter Brook, Robert Wilson, John Cage i Philip Glass. Va donar suport a François Mitterrand, de qui va ser amic personal. Mitterrand el va designar president de l'Òpera de la Bastilla el 1988, retirant-se el 1994. Fou també president de la Médiathèque Musicale Mahler del comitè Jean Cocteau, i dels drets de l'obra de Jean Cocteau.
Activista dels drets LGBT i d'associacions contra la sida, el 1994 va crear amb Line Renaud l'associació de lluita contra la sida "Sidaction". Relacionat amb el món polític socialista francès, en el 1984 va donar suport a François Miterrand, en el 1995 a Jacques Chirac i en el 2007 a Ségolène Royal.
El 1993 fou nomenat ambaixador de bona voluntat de la UNESCO.
El març del 2017 es va casar amb el paisatgista nord-americà i vicepresident de la Fundació Bergé-Saint Laurent, Madison Cox.
La gegantesca col·lecció d'art —amb obres de Brancusi, Picasso, Goya, Cézanne, Ensor, Mondrian, Warhol, Braque, Frans Hals, Abiezer Agudelo Ballesteros, Matisse, entre altres— que al costat de YSL va posseir, la va vendre el febrer de 2009 per més de 300 milions d'euros (anomenada pels mitjans de comunicació com a "venda del segle"), on 12 es van destinar a la lluita contra la SIDA.
Pierre Bergé va ser propietari amb Yves Saint-Laurent d'un dúplex a la rue de Babylone de París, del castell Gabriel a Deauville (venut l'any 2007) i de la Vila Majorelle i el famós Jardí Majorelle a Marràqueix.
El 2010 va narrar el documental Yves Saint Laurent - Pierre Bergé, L'Amour Fou de Pierre Thorrenton, on va explicar la seva vida i relació amb el modista i la destinació de la col·lecció d'art.

## Distincions
- gran oficial de la Legió d'honor francesa.
- oficial de l'Ordre National du Mérite (França)
- comandant de l'Ordre des Arts et des Lettres (França)
- dirigent de l'Ordre d'Orange-Nassau (Països Baixos)
- gran cordó de l'Ordre du Ouissam alaouite (Marroc) des de desembre del 2016.

## Publicacions
- Liberté, j'écris ton nom, Paris, Éditions Grasset & Fasquelle, 1991
- Inventaire Mitterrand, Paris, Stock, 2001
- Les jours s'en vont, je demeure, Paris, Gallimard, 2003
- Théâtre du Chatelet. Un festival permanent (1999-2006) de Pierre Bergé i René Sirvin, fotografies de Marie-Noëlle Robert, Paris, Les Éditions Cercle d'Art, 2006
- Jean Cocteau, Paris, Gallimard, 2006, sèrie "Albums de la Pléiade"
- L'Art de la préface, Paris, Gallimard, 2008
- Histoire de notre collection, Pierre Bergé-Yves Saint Laurent, amb Laure Adler, Arles, 2009
- Lettres à Yves, Paris, Gallimard, 2010
- Yves Saint Laurent, Une passion marocaine, Paris, Éditions de la Martinière, 2010
- Saint-Laurent rive gauche, la révolution de la mode, amb Jéromine Savignon, Paris, la Martinière, 2011